# シティ・ザット・ケア・フォーガット
『シティ・ザット・ケア・フォーガット』（City That Care Forgot）は、アメリカ合衆国のミュージシャン、ドクター・ジョンがドクター・ジョン・アンド・ザ・ロウワー・911名義で2008年に発表したスタジオ・アルバム。429レコード移籍第1弾アルバムとしてリリースされた。

## 背景
2005年のハリケーン・カトリーナにより甚大な被害を受け、その後も復興の進まない故郷ニューオーリンズを題材とした作品である。ドクター・ジョンは本作のリリースと前後して、『ニューヨーク・タイムズ』の記者Jon Parelesをニューオーリンズへ案内し、「この街のほとんどは、君から見てもいまだに疲弊し切っているはずだ」「今この時に至るまで、どれほどの人々がアメリカ全土へ散り散りになってしまったことだろうか?」と語っている。また、2012年には『アンカット』誌のインタビューにおいて「この頃は政治に対して本当に嫌気がさしていた。名指しはしなかったけど、ジョージ・ブッシュについての歌もある」「私達が訴えてきた真実の一部は、今になってようやく、本当に長い時をかけて明らかになりつつある」とコメントしている。
「See You Later Alligator」などの曲で知られるボビー・チャールズがソングライティングに貢献しており、そのうちの一つ「ブラック・ゴールド」は、石油の利権に群がる政治家が地球温暖化やイラク戦争に直結していることを批判したプロテスト・ソングである。唯一チャールズが単独で作詞・作曲した「プロミシーズ、プロミシーズ」は、チャールズ自身も録音しており、本作と同時期に発売されたアルバム『Homemade Songs』に「The Truth Will Set You Free (Promoses, Promises)」というタイトルで収録された。また、4曲で共作者としてクレジットされているゴート・カーソンは、1994年よりニューオーリンズに居住し、その後牧師となったミュージシャンである。

## 録音
エリック・クラプトンが3曲、テレンス・ブランチャードが2曲に参加し、その他ウィリー・ネルソンやアーニー・ディフランコ等のゲストが迎えられた。レコーディングは主にルイジアナ州モーリスで行われたが、一部のパートはニューオーリンズで録音され、また、クラプトンのギターはニューヨーク、ネルソンのボーカルはテキサス州スパイスウッドで別録りされた。

## 評価
セールス的には成功に至らず、『ビルボード』の各種アルバム・チャート入りは逃すが、第51回グラミー賞では最優秀コンテンポラリー・ブルース・アルバム賞を受賞し、自身5度目、8年ぶりのグラミー受賞を果たした。
Thom Jurekはオールミュージックにおいて5点満点中4点を付け「シリアスな性質の歌詞に反して、音楽的には最善が尽くされた純然たるドクター・ジョンそのものであり、彼がこの前に発表した4〜5作と比較してもわかるように、2000年代初頭以降の彼は、長いキャリアのどの時点よりもブレが無い」と評している。また、マイケル・エンデルマンは『ローリング・ストーン』誌において5点満点中3点を付け「彼の怒りや悲しみは明らかに心からのものだが、歌詞はしばしば『真実こそが人を自由にするだろう』的なスローガンへ逸れてしまっている。しかし、この巨匠が彼の故郷を広角のスナップ写真の如く描写すると、しばしばスリリングな瞬間が呼び出される」と評している。

## 収録曲
特記なき楽曲はマック・レベナック（ドクター・ジョン）とボビー・チャールズの共作。
1. キープ・オン・ゴーイン - "Keep On Goin'" - 4:46
2. タイム・フォー・ア・チェンジ - "Time for a Change" (M. Rebennack, Mina Bellavia) - 2:53
  - フィーチャリング：エリック・クラプトン（ギター）
3. プロミシーズ、プロミシーズ - "Promises, Promises" (B. Charles) - 3:42
  - フィーチャリング：ウィリー・ネルソン（ボーカル）
4. ユー・マイト・ビー・サプライズド - "You Might Be Surprised" - 3:58
5. ドリーム・ウォリアー - "Dream Warrior" (M. Rebennack, Rev. Goat Carson) - 4:57
6. ブラック・ゴールド - "Black Gold" - 3:11
7. ウィ・ゲッティン・ゼア - "We Gettin' There" (M. Rebbenack, Chris Rose) - 5:11
  - フィーチャリング：テレンス・ブランチャード（トランペット）
8. ストリップド・アウェイ - "Stripped Away" (M. Rebennack, C. Rose) - 3:34
  - フィーチャリング：エリック・クラプトン（ギター）
9. セイ・ワット? - "Say Whut?" (M. Rebennack, Rev. G. Carson) - 4:34
10. マイ・ピープル・ニード・ア・セカンド・ライン - "My People Need a Second Line" (M. Rebennack, Rev. G. Carson) - 5:18
  - フィーチャリング - ジェイムス・アンドリュース（トランペット）、トロンボーン・ショーティ（英語版）（トロンボーン）
11. ランド・グラブ - "Land Grab" - 3:56
  - フィーチャリング：テレンス・ブランチャード（トランペット）
12. シティ・ザット・ケア・フォーガット - "City That Care Forgot" (M. Rebennack, Rev. G. Carson) - 5:36
  - フィーチャリング：エリック・クラプトン（ギター）、アーニー・ディフランコ（ボーカル、ギター）
13. セイヴ・アワ・ウェットランド - "Save Our Wetlands" - 4:07
  - フィーチャリング：テランス・シミーン（ボーカル）

### 日本盤ボーナス・トラック
1. マザー・アース - "Mother Earth" - 4:37

## 参加ミュージシャン
フィーチャリング・ゲストに関しては上記「収録曲」参照。
- ドクター・ジョン - ボーカル、ピアノ、ハモンドオルガン、ホーン・アレンジ
- ジョン・フォウル - ギター
- デヴィッド・バラード - ベース、バックグラウンド・ボーカル
- ハーマン・アーネスト - ドラムス、パーカッション、バックグラウンド・ボーカル
- チャーリー・ミラー - ホーン・アレンジ(#6, #10)、トランペット
- アロンゾ・ボウンズ - ホーン・アレンジ(on #2, #3, #6, #7, #9, #10, #13)、テナー・サクソフォーン
- ジェイソン・ミングルドルフ - ホーン・アレンジ(on #3, #6, #10)、バリトン・サクソフォーン
- ケネス・ウィリアムズ - パーカッション
- タイロン・エイケン - バックグラウンド・ボーカル(on #3, #7, #10, #11, #13)
- シャノン・マクナリー（英語版） - バックグラウンド・ボーカル(on #13)
- The Creodelphic Strings - ストリングス(on #4)
- ワーデル・カゼア - ホーン・アレンジ(on #1, #4)、ストリングス・アレンジ(on #4)